# 마이클 다이아몬드 (사격 선수)
마이클 콘스턴틴 다이아몬드 OAM(영어: Michael Constantine Diamond OAM, 1972년 5월 20일~)는 오스트레일리아의 사격 선수로 주 종목은 트랩이다. 2004년 하계 올림픽 남자 트랩 종목에서 금메달을 획득했고 2008년 하계 올림픽 남자 트랩 종목에서 동메달을 획득했다.

## 수상

### 수훈
- 오스트레일리아 훈장(1997년)